# Crotalins
Els crotalins (Crotalinae) són una subfamília de serps verinoses de la família Viperidae, estesa principalment per Amèrica, amb algunes espècies a l'Àsia. Se'ls denomina sovint escurçons de fosseta, fent referència al fet que tenen una fosseta loreal, un orifici a cada costat del cap entre l'ull i l'orifici nasal, que és un òrgan termoreceptor molt sensible a les variacions de temperatura que els serveix per detectar les preses de sang calenta.
Actualment es reconeixen 18 gèneres i 151 espècies: 7 gèneres i 54 espècies del Vell Món, en contra d'una major diversitat d'11 gèneres i 97 espècies en el Nou Món. Els grups de serps representades aquí inclouen serps de cascavell, puntes de llança, mocassins, així com el Trimeresurus a l'Àsia. El gènere tipus d'aquesta subfamília és Crotalus, l'espècie tipus és la cascavell de fusta, C. horridus.

## Descripció
Aquestes serps varien en grandària des de la petita escurçó Hypnale hypnale, que només arriba a una mida de 30-45cm, fins a la serp cascavell muda (Lachesis muta) que pot arribar a mesurar 3,65 m, sent l'escurçó més llarga del món.

## Distribució geogràfica
Aquesta família de serps es troba en el Vell Món, des de l'est d'Europa cap a l'est a través de l'Àsia fins al Japó, Taiwan, Indonèsia, Índia i Sri Lanka. A Amèrica s'estenen des del sud del Canadà cap al sud, per l'Amèrica Central fins al sud de l'Amèrica del Sud.

## Hàbitat
Es tracta d'un grup molt versàtil, els membres es troben en hàbitats molt diferents, que van des de deserts (per exemple, el cròtal banyut, Crotalus cerastes) a selves (per exemple, la cascavell muda, Lachesis muta). Poden ser arbòries o terrestres, i també hi ha una espècie semi-aquàtica: el mocassí (Agkistrodon piscivorus).
El rècord altitudial és compartit per Crotalus triseriatus a Mèxic i Gloydius strauchi a la Xina, que tots dos van ser trobats per sobre de la línia d'arbres a una altitud de més de 4.000 msnm.

## Comportament
Encara que algunes espècies són molt actives durant el dia, com Trimeresurus trigonocephalus, una escurçó endèmica de Sri Lanka, la majoria són nocturnes, preferint evitar les temperatures altes durant el dia, i cacen quan les seves preses favorites també estan actives. Es creu que les fosetes loreals d'aquestes serps també poden servir per a localitzar zones més fresques en les quals puguin descansar.

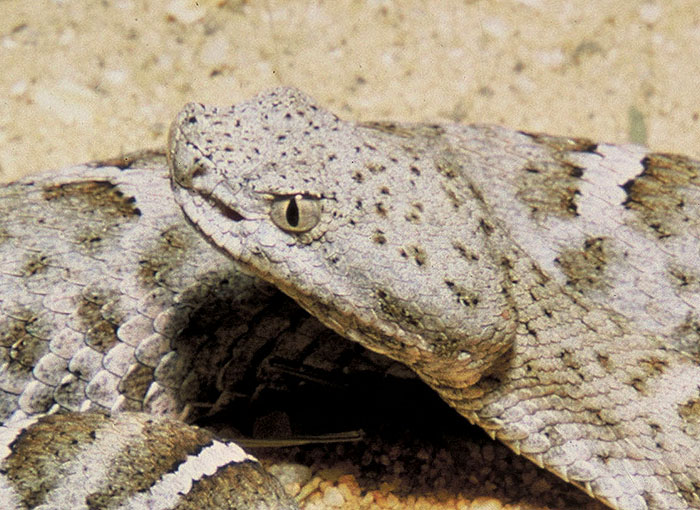
Crotalus willardi obscurus. La foseta loreal és ben visible entre l'ull i l'orifici del musell.

Com a depredadors d'emboscada, generalment esperen amb paciència fins que alguna de les seves preses passi dins del seu rang. Almenys una espècie, l'arbòria Gloydius shedaoensis de la Xina, és coneguda per seleccionar un lloc d'emboscada específic i tornar-hi cada any a temps per la migració de primavera de les aus. Els estudis han indicat que aquestes serps aprenen a millorar la seva precisió d'atac amb el temps.
En zones temperades, moltes espècies (per exemple, la majoria de les serps de cascavell) es congreguen en un lloc protegit per passar l'hivern (vegeu hibernació) juntes. Les serps es beneficien de la producció combinada de calor. No obstant això, algunes espècies no congreguen d'aquesta manera, com per exemple la Agkistrodon contortrix, o Crotalus scutulatus.
Igual que la majoria de les serps, prefereixen evitar una confrontació amb els éssers humans, i només ataquen quan se senten acorralades o amenaçades.

## Reproducció
Gairebé tots els crotalins són ovovivípars, és a dir, les femelles donen a llum a cries vives. Entre les excepcions ovípares (posta d'ous) es troben gèneres d'escurçons com Lachesis, Calloselasma, i algunes espècies del gènere Trimeresurus. Es creu que tots els crotalins que ponen ous també tenen cura dels seus ous.
La mida de les ventrades pot variar de dos per espècies molt petites, a 86 a Bothrops atrox, que representa una de les espècies més prolífiques de totes les serps vivípares. Moltes cries de crotalins tenen cues de colors brillants que contrasten dramàticament amb la resta del seu cos. Aquestes cues s'utilitzen per a un comportament conegut com a atracció cabal, en què les cries atreuen a les seves preses amb el moviment ondulant de la seva cua.

## Gèneres
- Agkistrodon
- Atropoides
- Bothriechis
- Bothriopsis
- Bothrops
- Calloselasma
- Cerrophidion
- Crotalus
- Deinagkistrodon
- Gloydius
- Hypnale
- Lachesis
- Ophryacus
- Ovophis
- Porthidium
- Sistrurus
- Trimeresurus
- Tropidolaemus